# Scandix cornuta
Scandix cornuta är en flockblommig växtart som beskrevs av Jean-Emmanuel Gilibert. Scandix cornuta ingår i släktet nålkörvlar, och familjen flockblommiga växter. Inga underarter finns listade i Catalogue of Life.